# スーパーブラディオン
スーパーブラディオン (英: Superbradyon) は、光速よりも数段速く運動することができる仮説上の素粒子である。タキオンと違って、スーパーブラディオンは正の実数の質量とエネルギーを持つ。

## 概要
スーパーブラディオンは光速より速く伝播する新しい種類の粒子である。これは特殊相対性理論の標準的な因果律を破る。場の量子論では、タキオンが現実の粒子ではなく系の不安定性が粒子の形態を持つのに対して、スーパーブラディオンは粒子が実在性を持つと仮定されている。 
この用語、および粒子の実体は、ルイス・ゴンザレス・メストレによってブラディオン（ターディオン）の反意語として提案された。メストレのローレンツ対称性の破れに関する研究の意義は、2002年にCERNクーリエおよびニューヨーク・タイムズの記事で取り上げられている。1997年には、彼の研究はシドニー・コールマンおよびシェルドン・グラショーによって引用されている。1997年、ICRC1997のAUGERプレスカンファレンスワークショップおよび、メリーランドワークショップ「宇宙空間からの>{\displaystyle 10^{20}} eV粒子の巨大な宇宙線空気シャワーの観測」の講演者として招待された。
特殊相対性理論の特定の表現であるタキオンと反対に、スーパーブラディオンは明示的かつ根本的にローレンツ不変量を破る。それらは従来の粒子（ブラディオン）と類似しているが、真空中の光速 c' より速い限界速度を持つ。そして、光速cが音速の百万倍速いように、スーパーブラディオンの限界速度は光速よりもかなり速くなることが可能である。これは、標準的なローレンツ対称性は根本的な対称性ではなく低エネルギーの複合効果であることを示唆している。スーパーブラディオンは、ローレンツ型の新しい不変量を持つ物質の新しい分類を形成する。スーパーブラディオンが持つ不変量は実際の根本的な対称性で、この対称性においては従来の限界速度は新しくより大きな限界速度と置き換えられる。光速を真空の限界速度として持つ特殊相対論のローレンツ対称性は、従来の物質に対する物理法則の低エネルギーでの近似でしかないだろう。

### アインシュタインによる示唆
スーパーブラディオン仮説は一見非常に型破りなものに見えるが、実験結果との矛盾はまだ見つかっておらず、もしクォーク、レプトン、ゲージ粒子が複合粒子であるなら、その存在は自然にすら思われる。それならば、なぜ物質の実際の構成物が複合物と同じ真空中の限界速度を持つのだろうか。ゴンザレス・メストレは、アルベルト・アインシュタインの1921年の講義「幾何学と実験」に言及する。「ここで主張されている（特殊相対論の）幾何学の解釈は分子以下の空間には直接適用することができない。そのような外挿は分子スケールでは温度の概念が不適切であることと同様に明らかである。」そして、メストレは「プランクスケールを超える時空の幾何学は、標準的な素粒子によって感じられるものと同じである理由はない。」と主張する。
メストレは、アインシュタインの意見をプレオン的なモデルに適用することを考える事は普通に思えることを強調する。

## 物質の構成要素についての示唆
ゴンザレス・メストレによると、スーパーブラディオンはプランクスケールかさらに微小なスケールの物質の究極の構成要素でありえる。このとき、スーパーブラディオンはプレオンの新しい形態である。従来の特殊相対論は速度と時間の根本的な性質ではなく、代わりにある与えられたスケールでの標準的な物質から見たときの時空の性質を描写していると考えられる。もしそうであるなら、特殊相対論の標準的なローレンツ対称性はプランクスケールもしくはいくつかの他の基本的なスケールで破れるであろう。
これは、ちょうど音速が固体中で音子から見た時空の性質を反映していることを例にして考えることができる。固体格子の中では、音子の大きな限界波長内に、限界速度の役割を果たす音速のローレンツ対称性の形態を定義することが可能である。しかし分散関係によって現れる見かけの時空対称性は、音子は素粒子ではなく、時空の基本的な対称性であることを意味する。
メストレは2009年8月の論文で、1970年代に弦構造の双対モデルはハドロンの複合構造の結果として解釈された（弦理論参照）ことについて言及した。彼は「今日、弦理論は従来の«素»粒子に適用されてきている。それゆえ、究極の素粒子を探求することは、プレオンモデルを正当化するように見える。」ということを強調する。メストレは、「ホルガー・ベック・ニールセンとポール・オレセンによって開発された非常に高次元のファインマンダイアグラムから双対振幅を引き出すための"漁網"アプローチ (fishnet Feynman diaglam) は、ハドロンの構成物質によって感じられる実際の時空の構造に対して敏感ではない。」と、主張する。「それゆえ、内線としてスーパーブラディオンを含む漁網ファインマンダイアグラムは、標準的な特殊相対論と適合する従来の素粒子の限界を弦構造へと拡張することと同様の原理を導くことができる。」と、結論付ける。

## 起こりうる現象についての示唆
もしスーパーブラディオンがわれわれの宇宙に自由粒子として存在することができるなら、それらは"従来の"粒子の形で自発的に放射を放ち、超高エネルギー宇宙線の放射源となることが予想される。その自由粒子は、それらの速度が光速に等しいかそれより小さくなったとき、そのような放射を放出するのを止める。それゆえ、宇宙は光速に近い速度のスーパーブラディオンの海を含むだろう。スーパーブラディオンはインフレーション、暗黒物質および暗黒エネルギーについても新しい方法を与える。
シドニー・コールマンおよびシェルドン・グラショーは、ゴンザレス・メストレの超光速粒子に関する1995-96年の論文について引用して、従来の粒子は厳密に同じ限界速度を持てないであろうとする標準THεμシナリオにおけるローレンツ対称性の破れの限界を定めるため、類似の真空中のチェレンコフ放射を用いた。
スーパーブラディオンの仮説は、従来の"素"粒子は非常に小さい距離スケールでは場の理論的な点様の物体ではないであろうことを示唆する。そして、ローレンツ対称性の破れは、運動量の減少に伴いエネルギー依存のパラメータによって支配されることが期待される。そのような場合は、特権的な局所慣性系（"真空静止系"）の存在を必要とする。それらは、ピエール・オージェ観測所のような超高エネルギー宇宙線実験によって少なくとも部分的に検証することができる。そのような実験は超光速宇宙粒子の存在を直接捉えることが可能である。
現象論的な対称性の破れパラメータはエネルギー依存的であることが期待されているように、既存の低いエネルギー限界は高エネルギー現象に適用することができない。
2009年5月の論文では、メストレはもしわれわれの宇宙の自由スーパーブラディオンが新しい種類のスーパーブラディオン的な凝縮系の準粒子であるなら、原型の基本的なスーパーブラディオンは従来の量子力学の法則に従わないことがありうることを議論している。彼はまた、スーパーブラディオンの自発的な崩壊および類似の相互作用は、可能な暗黒物質の候補とみなされている電子および陽電子の存在量のデータ (PAMELA, ATIC, Fermi LAT, HESS, PPB-BETS) を説明する候補になりうるとしている。